# Ophiodaces
Ophiodaces is een geslacht van slangsterren uit de familie Ophiacanthidae.

## Soorten
- Ophiodaces inanis Koehler, 1922